# Željko Rohatinski
Željko Rohatinski (Zagreb, 3. siječnja 1951. – 12. prosinca 2019.) hrvatski ekonomist i četvrti guverner Hrvatske narodne banke, u razdoblju od 2000. do 2012. godine, što ga čini guvernerom s najduljim mandatom na čelu središnje banke.

## Životopis

### Obrazovanje
Osnovnu i srednju školu završio je u Zagrebu. Diplomirao je na Ekonomskom fakultetu u Zagrebu 1974. godine, gdje je i doktorirao 1988. godine na temu "Uloga, ciljevi i metode ekonomske politike i problem ročnosti".

### Poslovna karijera
Poslovnu karijeru započeo je kao pripravnik u Republičkom zavodu za društveno planiranje 1974. godine, da bi 1989. godine bio imenovan generalnim direktorom Zavoda. Godine 1990. postao je voditeljem Odjela za makroekonomsku analizu i politiku Ekonomskog instituta u Zagrebu, kojim je rukovodio do 1998. godine, kada je prešao na mjesto glavnog ekonomista Privredne banke Zagreb. 
Na tom mjestu radi do travnja 2000. godine, kada preuzima mjesto direktora za makroekonomske analize koncerna Agrokor, a 12. srpnja iste godine imenovan je guvernerom HNB-a odlukom Zastupničkog doma Hrvatskog sabora. Hrvatski sabor povjerio je 7. srpnja 2006. godine drugi šestogodišnji mandat dr. Rohatinskom. Mnogi ekonomski stručnjaci naglašavaju da je upravo HNB na čelu s Rohatinskim odradio posao za cijelu državu i spasio je od financijske krize i nestabilnosti.

### Nagrade i objavljenje knjige
Guverner Rohatinski je dobitnik nekoliko međunarodnih stipendija, među kojima i Fulbrightove, autor je više znanstvenih i stručnih članaka, knjige "Vremenska dimenzija ekonomske aktivnosti društva" te suautor knjige "A Road to Low Inflation".
Dobitnik je nagrade udruženja guvernera europskih nacionalnih banaka kao najbolji guverner (Central European Annual Awards for Excellence).
Godine 2007. tvrtka Lex Info proglasila ga je za najuglednijeg financijskog stručnjaka.
Godine 2008. Hrvatska udruga za odnose s javnošću dodjeljuje mu nagradu najbolji komunikator među osobama iz hrvatskog javnog života.
Hrvatski tiskani dnevnik Jutarnji list proglasio je Rohatinskog za osobu 2008. godine jer je poduzetim mjerama za vrijeme globalne gospodarske krize spasio hrvatski financijski sustav od sloma te postao jedan od ljudi s najvišim stupnjem vjerodostojnosti i integriteta na hrvatskoj javnoj sceni.
Mjesečnik The Banker, koji pripada publikacijama grupe najutjecajnijih europskih financijskih novina Financial Times, dodijelio je dr. Željku Rohatinskom dva priznanja za 2008. godinu - priznanje najboljeg guvernera Europe i najboljeg centralnog bankara godine 2008. u globalnim razmjerima.

### Privatni život
Željko Rohatinski imao je suprugu i dva punoljetna djeteta. U slobodno vrijeme rado je igrao šah i tenis. Bio je ljubitelj stripa Alan Ford i grupe Rolling Stones, a omiljeni film mu je bio Lovac na jelene.
Viši guverner Hrvatske narodne banke Željko Rohatinski iznenada je preminuo 12. prosinca 2019. godine u dobi od 68 godina.